# Quitapa
Quitapa, aussi écrit Kitapa, est une ville et commune de la municipalité de Cambundi Catembo, dans la province de Malanje en Angola. La commune a une superficie de près de 5 500 km2 et compte environ 3 000 habitants (en 2011).